# Страх над городом
«Страх над городом» — французский криминальный триллер 1975 года, режиссёра Анри Вернёя, с Жан-Полем Бельмондо в главной роли.
В год выхода — самый кассовый фильм во Франции.

## Сюжет
Недавно овдовевшую женщину Нору Эльмер преследует телефонный маньяк. В один из вечеров он рассказывает ей об убранстве её квартиры и заявляет, что собирается зайти к ней. Перепуганная вдова звонит в полицию, но там советуют не сгущать краски. К соседям приходит гость и по ошибке звонит в её дверь. От страха с ней случается сердечный приступ, и она выпадает из окна своей квартиры, находящейся на 17-м этаже.
Расследование поручается комиссару Жану Летелье (Жан-Поль Бельмондо). Тот с неохотой берётся за дело, поскольку в данный момент занят поисками опасного преступника Маркуччи. Несколько лет назад шайка Маркуччи ограбила банк. Летелье уложил двоих грабителей, но самому Маркуччи удалось уйти от погони, при этом его пули сразили товарища Летелье и случайного прохожего, что едва не стоило комиссару карьеры. На следующий день после того как комиссар приступил к расследованию обстоятельств гибели мадам Эльмер, ему звонит незнакомец, называющий себя Миносом, и утверждает, что это он наказал Нору за пренебрежение трауром по покойному мужу и что он и дальше намерен наказывать грешниц. Маньяк обещает комиссару после каждого убийства присылать фрагменты своей фотографии. Летелье не воспринимает это признание всерьёз и не считает гибель Норы убийством. Но по настоянию дивизионного комиссара Сабина он всё же составляет список женщин, поменявших в последнее время номер телефона, и отправляется опрашивать их, выясняя, не стало ли причиной этому домогательство со стороны незнакомца.
Летелье встречается с жертвой домогательств маньяка Элен Грамон, работающей медсестрой в госпитале св. Троицы. Она представляет комиссара своему другу медбрату Пьеру Вальдеку, который просит полицейских оградить Элен от преследований. Представившись полицейским, Вальдек навещает вдову ювелира Жермен Дуазон, ведущую свободный образ жизни, и расправляется с ней. В это время к ней приходит Летелье. Вальдеку удаётся тихонько выбраться из квартиры, но на лестнице он сталкивается с напарником Летелье Шарлем Муассаком и обращается в бегство. Комиссар, рискуя жизнью, преследует маньяка по крышам, тот, пытаясь лучше прицелиться, роняет свой стеклянный глаз, осколки которого подбирает Летелье. Преступнику удаётся перебраться в торговый центр и добраться до своего мотоцикла, но комиссар преследует его. Коллеги сообщают Летелье, что преследуют Маркуччи, преступник замечает слежку, комиссару приходится выбрать одно из двух. Летелье бросает погоню за Миносом и перегораживает дорогу Маркуччи, преследует его в метро, ему удаётся расправиться со своим давним врагом. На следующий день газеты публикуют заявление Миноса о том, что комиссар Летелье преследованию маньяка предпочитает сведение личных счётов. На просьбу Летелье отстранить его от этого дела начальство отвечает отказом.
Тем временем медсестра Элен, любовница женатого главврача, продолжает получать звонки от Миноса. Комиссар проводит всё время в её квартире, прослушивая телефонные звонки. К ней приходит Вальдек, и успокаивается, увидев комиссара. На очередной звонок Миноса Элен просит оставить её в покое, заявляя, что находится в постели с мужчиной. Элен звонят из больницы и просят прибыть на экстренную операцию. В безлюдной раздевалке Вальдек спрашивает Элен, чем она занималась в постели с Летелье. Элен в ужасе понимает, что Вальдек и Минос — один человек, и погибает от руки маньяка. Вальдек приходит в полицию и рассказывает, что все три жертвы Миноса были связаны с госпиталем св. Троицы. После ухода Вальдека эксперт из лаборатории приносит коробочку с осколками, сообщая что это был стеклянный глаз. Летелье подносит коробочку к глазу, а Муассак даёт ему прикурить так же, как дал прикурить Вальдеку. Комиссар понимает, что Вальдек не увидел зажигалку, поднесённую со стороны отсутствующего глаза, и что Вальдек — это Минос. Полицейские врываются в квартиру Вальдека, но маньяка там нет — бросив гранату в очередь за билетами на порнографический фильм, он проникает в высотный дом и берёт в заложники семью актрисы, сыгравшей главную роль в картине. Полиция окружает дом. Вальдек держит под прицелом заложников и устанавливает часовой механизм на взрывчатке. Он вступает в переговоры с полицией, требуя себе автомобиль и самолёт для бегства. Летелье, спустившись на тросе с вертолёта, попадает в квартиру и в рукопашной схватке обезвреживает преступника.

## В ролях
- Жан-Поль Бельмондо — комиссар Жан Летелье
- Шарль Деннер — инспектор Шарль Муассак
- Адальберто Мария Мерли — Пьер Вальдек/Минос (озвучивал Бруно Девольдер)
- Леа Массари — Нора Эльмер
- Рози Варт — Жермен Дуазон
- Анри Джаник — инспектор полиции
- Жан Мартен — дивизионный комиссар полиции Сабин
- Жан-Франсуа Бальмер — Жюльен Далас
- Катрин Морен — Элен Граммон